# Walter F. Oberholzer

Walter F. Oberholzer (1980)

Walter Friedrich Oberholzer (* 14. Dezember 1926 in Samstagern; † 10. Mai 2016 ebenda; heimatberechtigt in Wald) war ein Schweizer Petrograph, Professor und Konservator der Mineralogisch-Petrographischen Sammlung an der ETH Zürich.

## Leben
Walter F. Oberholzer studierte ab 1946 Naturwissenschaften, Richtung Ing.-Petrographie, an der damaligen Abteilung X und schloss 1950 sein Studium als Petrograph ab. Anschliessend war er bis 1954 Assistent am Mineralogisch-Petrographischen Institut der ETH Zürich und promovierte 1956 ebendort. Danach verliess er die Schweiz, um als Geologe vorerst in Lissabon und ab 1958 bis 1969 in der damaligen portugiesischen Kolonie Mosambik zu arbeiten. 1970 und 1971 wirkte er als Experte der UNO in der Türkei und wurde 1972 schliesslich als Konservator der Mineralogisch-Petrographischen Sammlung an die ETH Zürich berufen. In Anerkennung seiner Leistungen, namentlich als Kurator der Mineralogisch-Petrographischen Sammlung, verlieh der Bundesrat ihm 1984 den Titel eines Professors der ETH Zürich.

## Schaffen
Als Konservator gelang es Oberholzer, den zuvor etwas vernachlässigten Sammlungsbestand neu zu systematisieren und ihn in den auf seine Initiative neu gebauten Ausstellungsräumlichkeiten neben den Studenten und Forschern auch einem breiteren Publikum zugänglich zu machen. Nicht zuletzt dank seiner kundigen Leitung konnte die mineralogische Dauerausstellung zur modernsten ihrer Art in ganz Europa ausgebaut werden.

## Lehre
Daneben nahm Oberholzer bis nach seiner Pensionierung Ende 1991 regelmässig Lehraufträge an der ETH Zürich und der Universität Zürich wahr und betreute, dank ausgedehnter Kenntnis der neuesten mineralogischen Methoden, zahlreiche Diplomstudenten und Doktoranden. Äusserst geschätzt waren bei den Studenten auch die von ihm organisierten Exkursionen.

## Publikationen (Auswahl)
- Geologie und Petrographie des westlichen Gotthardmassivs. ETH Diss. Nr. 2487, doi:10.3929/ethz-a-000089709.
- mit Volker Dietrich: Tabellen zum Mineral- und Gesteinsbestimmen. Verlag der Fachvereine, Zürich 1989, ISBN 3-7281-1736-6.
- Mineralogie. In: Historisches Lexikon der Schweiz. 10. November 2009, abgerufen am 26. Februar 2023.